# Daniel Addo
Daniel Addo (ur. 6 listopada 1976 w Akrze) – piłkarz ghański grający na pozycji pomocnika. W reprezentacji Ghany rozegrał 12 meczów i strzelił 2 gole.

## Kariera klubowa
Karierę piłkarską Addo rozpoczął w klubie Great Olympics z Akry. W 1993 roku zainteresował się nim Bayer 04 Leverkusen i jako 17-latek trafił do tego klubu. Ghańczyk nie przebił się jednak do pierwszej drużyny Bayeru i od 1993 do 1998 roku występował jedynie w rezerwach tego klubu. W 1998 roku odszedł do drugoligowej Fortuny Düsseldorf, w której zadebiutował 13 sierpnia 1998 w meczu z KFC Uerdingen 05 (2:2). Po roku gry w Fortunie został wypożyczony do innego drugoligowca, Karlsruher SC (debiut: 16 sierpnia 1999 w przegranym 1:3 meczu z VfL Bochum). W 2000 roku wrócił do Fortuny, a w 2001 na krótko trafił do Wormatii Worms w Oberlidze.
W latach 2002–2003 Addo występował w austriackim FC Lustenau. Następnie przez dwa lata występował w libańskim Nejmeh SC. W 2004 i 2005 roku wywalczył z nim mistrzostwo Libanu. W 2005 roku przeszedł do Wardaru Skopje, z którym w 2007 roku zdobył Puchar Macedonii. Karierę kończył w tym samym roku, jako zawodnik klubu Sekondi Hasaacas.

## Kariera reprezentacyjna
W reprezentacji Ghany Addo zadebiutował w 1994 roku. W 1996 roku zagrał w 2 meczach Pucharu Narodów Afryki 1996: grupowym z Mozambikiem (2:0) i o 3. miejsce z Zambią (0:1). W 2000 roku został powołany do kadry Ghany na Puchar Narodów Afryki 2000. Na tym turnieju wystąpił w jednym meczu, z Togo (2:0). Od 1994 do 2000 roku rozegrał w kadrze narodowej 12 meczów i strzelił 2 gole.
Addo grał również w młodzieżowych reprezentacjach Ghany. Z kadrą U-17 dwukrotnie wystąpił w mistrzostwach świata. W 1991 roku wywalczył mistrzostwo świata na Mistrzostwach Świata 1991, a w 1993 roku – wicemistrzostwo na Mistrzostwach Świata 1993. W tym samym roku zagrał z reprezentacją U-20 w młodzieżowych Mistrzostwach Świata, na których Ghana zajęła 2. miejsce.